# Derby Eindhoven w piłce nożnej
Derby Eindhoven (niderl. Eindhovense derby), w Holandii również Lichtstadderby – mecze piłkarskie pomiędzy dwoma klubami z tego miasta: FC i PSV. Rywalizacja pomiędzy klubami, podobnie jak choćby w Glasgow, ma podłoże zarówno pochodzeniowe jak i religijne. FC Eindhoven od czasu powstania był uważany za klub katolicki, podczas gdy PSV to klub protestancki.